# Citatah
Citatah is een bestuurslaag in het regentschap Bandung Barat van de provincie West-Java, Indonesië. Citatah telt 15.938 inwoners (volkstelling 2010).